# 911: In Plane Site
911: In Plane Site je dokumentární film natočený režisérem Williamem Lewissem v roce 2004. 
Věnuje se konspirační teorii o 11. září 2001. Dokument přináší důkazy o událostech 11. září z jiného úhlu. Zabývá se podrobněji událostmi v Pentagonu, nárazu do jižní a severní věže světového obchodního centra (WTC) a podivnými okolnostmi které tyto události doprovázely.
Dokument je volně šířen. K dispozici jsou taktéž české titulky.